# 摩耶山 (山形県)

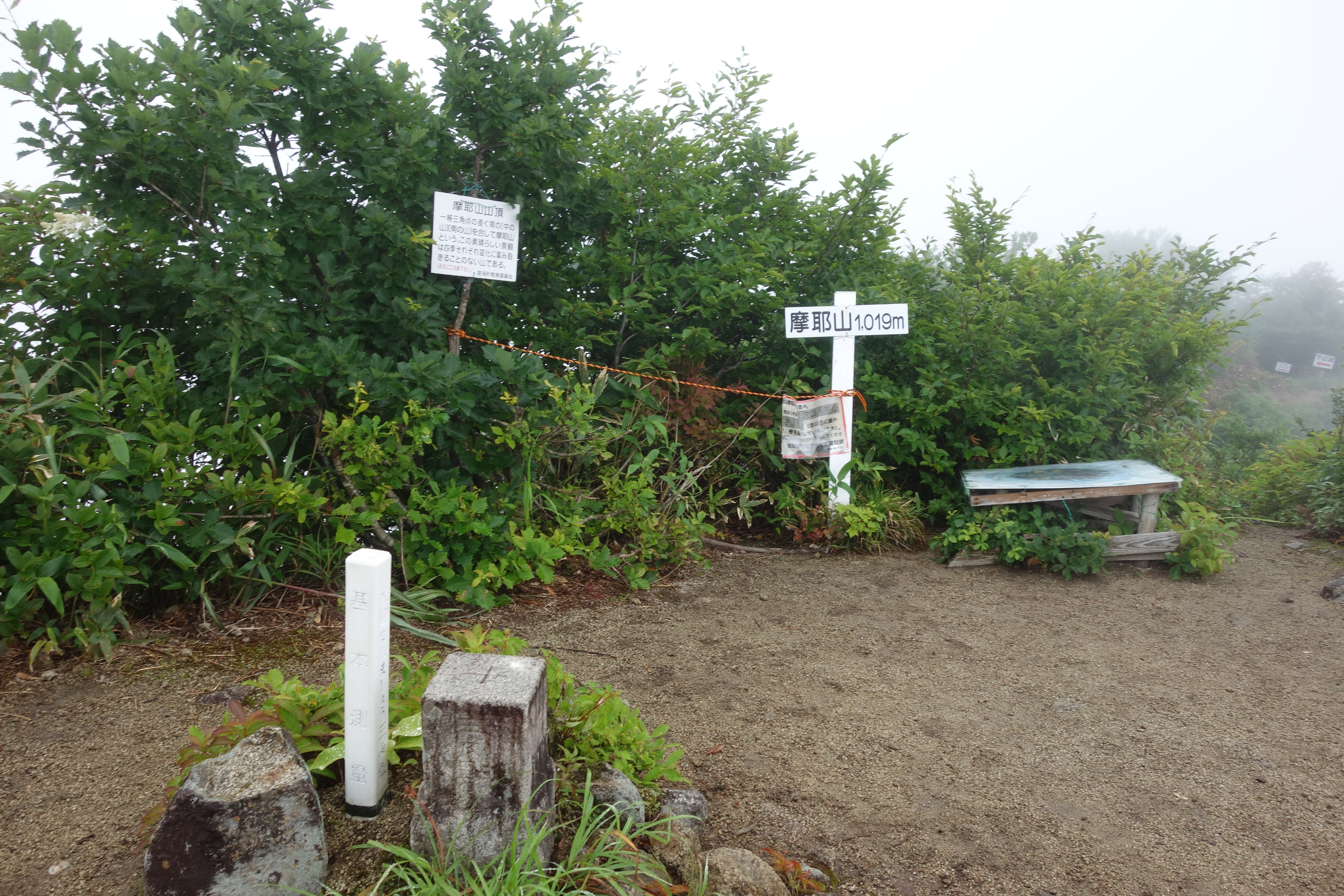
摩耶山山頂

摩耶山（まやさん）は、山形県鶴岡市にある山である。標高1019.8メートル。

## 概要
朝日山地北西部の大鳥屋岳から北に向かい金峯山に繋がる支尾根の主峰で、その眺望から「磐梯朝日国立公園の大展望台」として登山者に知られている。山頂部には3つの峰があって北側から「前の山」「中の山」「南の山」と呼ばれており、最高峰は前の山。地質的には古第三紀初期の火山活動による花崗閃緑岩を山体の基盤岩として地塁山地を形成している。
摩耶山を含めた山稜は断層によって東西に切られており、西側は中新世の堆積層が発達した構造谷が南北に続いて、風衝樹形のブナ原生林が広がる。一方、東側は偏東積雪によって大きく浸食された急峻な地形になっている。
1961年（昭和36年）に山形県の名勝に指定。1978年（昭和53年）には日本三百名山のひとつに、1990年（平成2年）には東北百名山、2017年（平成29年）にはやまがた百名山に選定された。

### 動植物相
山の西側の植生の多くがブナとチシマザサの群落で、山頂付近には亜高山植物も分布。稜線にはキタゴヨウやクロベの群落が、東側ではヒメヤシャブシやタニウツギの群落が確認されている。動物は主に西側の森林でヤマネやニホンカモシカ、ツキノワグマなど9科・12種の哺乳類に加えて、イヌワシ、クマタカなど17科・29種の鳥類が生息。こうした点から山の周辺は鳥獣保護区に指定されている。

### 信仰の山
山名は須佐之男命が馬をこの山に繋いだことから「厩山」と呼ばれたものが転じたという説のほか、摩耶夫人から取られたとする説などがあり、古来より信仰の対象となっていた。
都岐沙羅柵が置かれるとその守護神として厩山城輪神社と呼ばれて、出羽開拓の鎮守とされたという。また、山頂に三峰があることから熊野権現が祀られ金峯山修験の修行場として「摩耶山権現」などと呼ばれて崇められた。修験道に関わるものとして、羽黒山の抗争から逃れた山伏が莫大な財宝を隠したという「埋蔵金伝説」も伝えられている。
独特の山形から漁民には航海時の目印・守護神とされ、馬の育成や豊漁、女人愛護や雨乞いなど霊験あらたかな山としても信仰されたが、江戸時代になると庄内藩は山頂からの眺望の良さを国境警備上の問題と見做して山止めを実施したことから民衆の信仰は衰退した。この山止めは入山禁止にとどまらず地形や風景を描くことすら禁じる厳しいものだったとされる。摩耶山への民間信仰の本格的な復興は1912年（大正元年）に倉沢の大滝慶順が登るのを待つことになる。
なお、慶応2年（1866年）に庄内藩の史家・安倍親任によって書かれた「筆濃余理」では、旧温海町域に属した木野俣村・越沢村は産土神であった「天王峰」を本社とし、山頂の三峰は奥院であったとしている。

### 登山
登山口は鶴岡市の温海地域（旧・温海町）に「越沢」「関川」の2か所と朝日地域（旧・朝日村）の「倉沢」にあり、いずれも片道で2時間半から3時間を要する。例年5月下旬から6月上旬に山開きして10月下旬に閉山されるが、特に新緑の5月下旬と紅葉の10月中旬ごろが見頃とされている。登山道は設置された手すりや梯子、鎖などを使って登らなければならないルートもあって標高の割に険しいとされているものの、山頂からは朝日山地の山々に加えて月山や鳥海山、日本海に浮かぶ佐渡ヶ島、時に男鹿半島までを遠望出来ることから人気が高い。
なお、登山道の手すりや梯子、案内板などは山開きに合わせて例年6月上旬に設置され、閉山に合わせて撤去されている。